# Eric Young (Wrestler)
Jeremy Fritz (* 15. Dezember 1979 in Florence, Ontario), besser bekannt unter seinem Ringnamen Eric Young, ist ein kanadischer Wrestler.
Sein bisher größter Erfolg war der Erhalt der TNA World Heavyweight Championship.

## Karriere

### Total Nonstop Action Wrestling (2004–2016)
Fritz hatte sein Debüt 1998 im Alter von 18 Jahren in der Wrestling Liga BCW. Bei NWA gründete er 2004 zusammen mit Bobby Roode das Tag Team Team Canada, mit dem er zweimal die NWA World Tag Team Champion gewinnen konnte, 2006 löste sich das Team wieder auf.
Weil er in der zweiten Jahreshälfte 2007 bei TNAW nicht mehr eingesetzt wurde, hatte er einige Matches in der Independentszene.
Am 15. April 2008 holte er sich mit Kaz den TNA World Tag Team Championship, der ihnen aber wieder aberkannt wurde. Da nicht Eric Young, sondern sein Alter Ego Super Eric antrat, wurde der Titel für vakant erklärt.
Im Mai 2010 konnte er mit Kevin Nash und Scott Hall gegen Matt Morgan gewinnen und so die TNA World Tag Team Championship holen. Nach einem Monat wurde der Titel jedoch für vakant erklärt, weil Scott Hall entlassen wurde.
Am 17. Mai 2011 durfte er gegen Gunner gewinnen und somit zum zweiten Mal TNA Television Championship Titelträger werden.
Am 13. November 2011 verlor Fritz bei Turning Point den TNA Television Titel an Robbie E. Bei den Tapings zu Impact Wrestling am 28. Februar 2012 gewann er als erster Mann mit ODB die TNA Knockout Tag Team Championship. Den Titel gab das Team am 20. Juni 2013 freiwillig ab.
Young gewann am 10. April 2014 ein 10-Mann „Gauntlet for the Gold“-Match, um ein Titelmatch gegen Magnus, um die World Heavyweight Championship zu erhalten. Er bekam das Titelmatch noch am selben Abend und wurde neuer TNA World Heavyweight Champion. Am 19. Juni 2014 folgte der Titelverlust an Lashley bei Impact Wrestling.
Am 6. Januar 2016 besiegte er Bobby Roode und gewann zum dritten Mal die TNA King of the Mountain Championship, die vorher TNA Television Championship hieß. Danach bildete er mit Bram ein Tag Team. Die beiden fehdeten um die TNA World Tag Team Championship. Nachdem das Team zerbrach, fehdete er gegen seinen ehemaligen Partner um die TNA King of the Mountain Championship. Den Titel verlor er am 19. März 2016 an Bram. Dies war auch sein letztes Match bei TNA.

### World Wrestling Entertainment

#### NXT (2016–2018)
Am 4. Mai 2016 debütierte er in der WWE-Entwicklungsliga NXT in einem Match gegen Samoa Joe, welches er verlor. Sein offizielles Debüt gab er am 12. Oktober 2016 bei NXT, als Anführer des Stables SAnitY, in welchem auch Alexander Wolfe, Killian Dain und Nikki Cross Mitglieder sind. Am 19. August 2017 gewannen SAnitY die NXT Tag Team Championship von The Authors of Pain Akam und Rezar bei NXT TakeOver: Brooklyn III, diese Regentschaft hielt 102 Tage und verloren die Titel dann schlussendlich am 29. November 2017 gegen The Undisputed Era Bobby Fish und Kyle O’Reilly bei NXT.

#### SmackDown Live (2018–2019)
Im Rahmen des „Superstar Shakeup“ wurde SAnitY am 17. April 2018 zu Smackdown Live gedraftet, jedoch betraf dies lediglich die männlichen Mitglieder Alexander Wolfe, Eric Young und Killian Dain. Nikki Cross blieb zunächst bei NXT und wurde somit vom Team gesplittet. Jedoch erwartete die Gruppierung keine großen Gewinne, sie wurden immer nur für kleinere Matches eingesetzt, weshalb die Gruppierung im Untergrund versank.

#### Raw (2019–2020)
Im Rahmen des Superstar Shake-Ups 2019 wechselte Young am 15. April 2019 von SmackDown zu Raw. Somit wurde die Gruppierung SAnitY aufgelöst. Aufgrund einer Entlassungswelle wurde er am 15. April 2020 von der WWE entlassen.

## Erfolge
- World Wrestling Entertainment
  - 1× NXT Tag Team Championship  mit  Alexander Wolfe & Killian Dain

- Allied Powers Wrestling Federation
  - 1× APWF Cruiserweight Championship

- Family Wrestling Entertainment
  - 1× FWE Heavyweight Championship

- Memphis Wrestling
  - 1× Memphis Southern Tag Team Championship mit Johnny Devine

- Total Nonstop Action Wrestling
  - 2× Impact World Championship
  - 2× NWA World Tag Team Championship mit Bobby Roode
  - 2× TNA World Tag Team Championship je 1× mit Kaz sowie Kevin Nash und Scott Hall
  - 3× TNA Legends/Global/Television/King of the Mountain Championship
  - 1× TNA Knockout Tag Team Championship mit ODB

- Weitere Titel
  - 1× ACW Heavyweight Championship
  - 2× FSPW Independent Championship
  - 1× IWF Heavyweight Championship
  - 1× NSP Independent Championship
  - 1× XWC World Heavyweight Championship

## Wissenswertes
Er war vor seiner Wrestlingkarriere passionierter Rugbyspieler.
Er war während einer Nasen-OP im März 2006 zehn Minuten lang klinisch tot.
Seit 2012 moderiert er die Sendereihe Off the Hook: Extreme Catches (Freestyle-Fischen mit Eric Young).